# Barranc de l'Aulesa
El barranc de l'Aulesa és un barranc íntegrament del terme municipal de Salàs de Pallars, al Pallars Jussà, prop del límit nord del terme, limítrof amb el terme de Conca de Dalt (antic terme de Toralla i Serradell).
Es forma en el Bosc de Salàs, a l'oest de la Roca del Manel i al nord-est de la Roca de l'Espluga, a la part nord-oest del bosc esmentat. Des d'aquell lloc baixa cap a l'est-sud-est, paral·lel pel nord al barranc de Sant Pere, i queda emmarcat al nord pels serrats de Mig i de l'Extrem, i al sud pel Serrat del Tarter Gros.
Finalment, s'aboca en el barranc de Rivert just al costat de ponent del Pont de Sensui.